# 成渝小片
成渝小片，又稱成渝方言 ，是新版《中國語言地圖集》的漢語分區法中漢語西南官話的一個分區，此版本的劃分主要採取了李藍的研究成果。本小片最主要的語音待點是音系簡明，祇有4個調，多數方言沒有[tʂ]組聲母，不分鼻音和邊音，沒有鼻音韻母-m，內部一致性非常高，四呼俱全，是一種極為典型的西南官話。 此版本成渝小片的分佈大致與學者黃雪貞所擬第一版《中國語言地圖集》中的成渝片大致相彷，但納入了原屬黔北片的黔西北，黔東北地區方言以及刪減了在攀西地區以及湘西，鄂西地區的分佈。代表方言點為銅仁 大方縣 重慶 成都 巴中

## 分佈
成渝小片主要分布在四川盆地大部，毗鄰的貴州黔西北地區、雲南滇東地區的一些縣市，總共有105個縣市區。
四川省：安縣 安嶽縣 巴中市 北川羌族自治縣 蒼溪縣 成都市* 達縣 達州市 大英縣 大竹縣 德陽市 廣安市 廣漢市 廣元市
華鎣市 簡陽市 劍閣縣 江油市 金堂縣 開江縣 閬中市 樂至縣 鄰水縣 羅江縣 綿陽市 綿竹市 南部縣 南充市* 南江縣 蓬安縣 蓬溪縣 平昌縣 平武縣 青川縣 渠縣 仁壽縣* 三臺縣 射洪縣 遂寧市 通江縣 萬源市 旺蒼縣 溫江區 武勝縣* 嶽池縣 中江縣 資陽市 資中縣 梓潼縣 西充縣 宣漢縣 鹽亭縣* 儀隴縣 營山縣
重慶市：璧山縣 城口縣 大足縣 墊江縣 酆都縣 奉節縣 合川區 忠縣 開縣 梁平縣 南川區 彭水苗族土家族自治縣 榮昌縣
石砫土家族自治縣 銅梁縣 潼南縣 重慶市 萬州區 黔江區 巫山縣 巫溪縣 武隆縣  秀山土家族苗族自治縣 永川區 酉陽土家族苗族自治縣 雲陽縣
貴州省：畢節市 大方縣 道真仡佬族苗族自治縣 赫章縣 黃平縣 江口縣 金沙縣 開陽縣 六盤水市 納雍縣 黔西縣 石阡縣 水城縣 松桃苗族自治縣 銅仁市 萬山特區 息烽縣 修文縣 織金縣 紫雲苗族布依族自治縣
雲南省：大關縣 威信縣** 彝良縣 永善縣 鎮雄縣
註：
1. *為第一版中被畫入灌赤片岷江小片入聲獨立區的西充縣 鹽亭縣 射洪縣 溫江區 以及隸屬於成都市的新都區和 隸屬於南充市的嘉陵區，此六區縣因為著重分區結果整體性的原因，在新版地圖集中被被畫入川黔片 成渝小片，並且在四川北部的劍閣縣 蒼溪縣 巴州區 南部等區縣亦有岷赤小片方言分佈，此片區被稱為川北岷江方言島或川北岷赤方言島，讀者可以參閱詞條南充西路話，金仙話， 搖鈴話 蒼溪話。
2. **威信縣的古人聲今讀去聲，但在地理分佈上被成渝小片隔開，與江貢小片的其他方言不相連，現著重分區結果的整體性，將其畫入成渝小片。

## 音韻

### 聲調
成渝小片的調類總共有陰平、陽平、上聲、去聲四類，古入聲字整體派入陽平，其調型同川黔片其他方言如黔中小片 、陝南小片比較一致，部分方言代表點的音調調值如下表所示
貴州調值數據來自語保工程採錄展示平台 （页面存档备份，存于）
| 方言點 | 陰平 | 陽平 | 上聲 | 去聲 |
| ------ | ---- | ---- | ---- | ---- |
| 成都   | 45   | 21   | 53   | 213  |
| 銅仁   | 45   | 22   | 42   | 24   |
| 廣元   | 34   | 21   | 52   | 14   |
| 南充   | 45   | 21   | 53   | 14   |
| 綿陽   | 45   | 31   | 52   | 13   |
| 萬州   | 45   | 213  | 42   | 215  |
| 酆都   | 45   | 212  | 331  | 325  |
| 大方   | 55   | 31   | 43   | 13   |
| 巴中   | 34   | 32   | 52   | 213  |
| 重慶   | 45   | 21   | 42   | 214  |

### 聲母
除大巴山麓的巴中等地外，大部分成渝小片方言不存在[tʂʰ][ʂ][tʂ][ʐ]四個捲舌聲母，并且不區分尖團音，如線=縣， 節=結。此外，除川西及川中的成渝小片區分泥母字同來母字細音，可以區分年連，你李外，川東及雲貴境內的成渝小片方言普遍不區分邊鼻音，如南=藍，牛=流，但是在下川東地區，如酆都萬縣等地，泥，疑母及少量來母細音會發生脫落，一律變為零聲母，如娘=仰=梁=iaŋ。而在黔西北的畢節等地區，則會出現濁擦現象，如一，音，人等字的音值接近zɨ ʑɨn ʑɨɛn，另外，巫溪、奉節兩縣沒有聲母[f]，小部分成都話與重慶話中聲母為[f]的字都歸入[x]母，如「回」與「肥」同音念[xuei]、「飯」與「換」同音念[xuan]。。而在川中如遂寧地區，則會曉匣母合口字併入非奉敷母，如飛=灰=fei

### 韻母
成渝話內部韻母有兩種最常見的情況，一是與成都話相同擁有36個韻母，包括綿陽、南充、廣元等地；二是與重慶話相同擁有37個韻母，包括廣安、達州、萬州等地，較成都話多出了一個韻母[iu]，在成都話中部分韻母為[yo]的通攝入聲字（如：欲[io] 俗[ɕio]）韻母念為[iu]。此外，在黔西北的大方等方言點，宕江攝一二等陽聲韻合口字與通攝一等陽聲韻合併，如光=工=Koŋ, 雙=松=soŋ。而在黔北及滇東北的一些方言點，如大關，息烽等地，麻三非知系字及山攝合口三等入聲字及臻攝三等合口月韻入聲字會發生複元音單化現象，如月=魚=y,姐=擠=tɕi